# لا هابرا هایتس (کالیفرنیا)
لا هابرا هایتس (به انگلیسی: La Habra Heights) شهری در شهرستان لس‌آنجلس ایالت کالیفرنیا است که در سرشماری سال ۲۰۱۰ میلادی، ۵۳۲۵ نفر جمعیت داشته است.